# Melocactus pachyacanthus
Melocactus pachyacanthus là một loài thực vật thuộc họ Cactaceae. Đây là loài đặc hữu của Brasil. Môi trường sống tự nhiên của chúng là vùng nhiều đá và sa mạc nóng. Chúng hiện đang bị đe dọa vì mất môi trường sống.